# Burgsinn
Burgsinn è un comune mercato tedesco di 2 606 abitanti, situato nel circondario del Meno-Spessart nel distretto della Bassa Franconia nel land della Baviera.
È bagnato dal fiume Sinn.